# Diastylis delicata
Diastylis delicata är en kräftdjursart som beskrevs av Jones 1969. Diastylis delicata ingår i släktet Diastylis och familjen Diastylidae.
Artens utbredningsområde är Tasmanhavet. Inga underarter finns listade i Catalogue of Life.